# Carcinicultura

Criadouro de camarão na Coreia do Sul.

Carcinicultura é uma técnica de criação de camarões em viveiros. O litoral dos estados do Ceará, Rio Grande do Norte e do estado do Piauí são as principais regiões dessa cultura no Brasil. A carcinicultura marinha é uma alternativa compatível com a crescente demanda de camarões. Porém existem denúncias que a atividade no Nordeste brasileiro tem sido responsável por forte impacto ambiental, resultando em degradação de grandes espaços de mangues e áreas protegidas que foram cedidas ilegalmente a produtores.
Dentre os crustáceos, os camarões destacam-se não só pelo valor nutritivo que possuem, mas por constituírem iguarias finas tendo consumo em larga escala, principalmente entre as nações mais desenvolvidas. Aliado ao seu excelente sabor, demonstra grande resistência na criação em cativeiro, permitindo a criação em altas densidades e, além disso, trata-se de um produto que tem um mercado crescente, uma vez que a cada dia aumenta no mundo a preferência dos consumidores por esse alimento. 
Neste contexto, a carcinicultura apresenta excelente potencial de crescimento com duas características notáveis: ser uma produção do setor primário que não depende de chuvas (p. ex.: encontra nas águas salobras, principalmente da costa do Nordeste brasileiro, condições ideais para o seu crescimento) e gerar emprego permanente para trabalhadores rurais das pequenas comunidades costeiras. 
A experiência acumulada nos países onde a carcinicultura vem apresentando crescimento acelerado, tem revelado os seguintes aspectos positivos:
a) econômico, no sentido de que a exploração da atividade de cultivo de camarão pode ser conduzida com bom nível de eficiência de emprego de capital, tanto por pequenos, como por médios e grandes produtores;
b) social, através do emprego maciço de mão-de-obra não especializada, representada pelos próprios pescadores artesanais, que apresentam alto índice de marginalização, com a sensível diminuição, via predação e poluição dos estoques naturais;

c) Pro criador facilita ter um controle amplo e desenvolver melhor o manejo e cuidados com esses crustáceos.

## A evolução da Carcinicultura no Brasil
Os primeiros experimentos com o camarão cultivado no Brasil datam da década de 1970 quando o Governo do Rio Grande do Norte criou o Projeto Camarão para estudar a viabilidade do cultivo desse crustáceo em substituição à extração do sal, atividade tradicional do Estado que na época confrontava séria crise de preço e mercado com consequente desemprego generalizado nas áreas salineiras do Estado. Nesse período inicial, o Estado de Santa Catarina também desenvolveu pesquisas de reprodução, larvicultura e engorda do camarão cultivado e conseguiu produzir as primeiras pós-larvas em laboratórios da América Latina.
Entretanto, a realização do primeiro esforço organizado e orientado para a produção comercial do camarão confinado, ocorreu no período de 1978/1984 por iniciativa do Governo do Rio Grande do Norte (RN), que importou a espécie Penaeus japonicus, reforçou o Projeto Camarão e envolveu a EMPARN (Empresa de Pesquisas Agropecuárias do RN) para sistematizar e desenvolver os trabalhos de adaptação da espécie exótica às condições locais. 
Este período caracteriza a primeira fase do camarão cultivado no Brasil, na qual predominaram cultivos extensivos de baixa densidade de estocagem, reduzida renovação da água e uso da alimentação natural produzida no próprio viveiro. Os resultados favoráveis obtidos com o P. japonicus nos três primeiros anos dos trabalhos da EMPARN (Empresa de Pesquisas Agropecuárias do RN) no que concerne à reprodução e larvicultura, e o crescimento e engorda, serviram de base para a mobilização dos mecanismos federais de assistências técnica e financiamento da época em apoio à iniciativa privada. 
Com a realização em Natal, em setembro de 1981, do Primeiro Simpósio Brasileiro sobre Cultivo do Camarão, houve uma ampla divulgação do desempenho da espécie importada do Japão e foram instaladas as primeiras fazendas de camarão no Nordeste. A decisão da Companhia Industrial do Rio Grande do Norte (CIRNE) de transformar parte de suas salinas em viveiros de camarão constituiu um estímulo importante para outras iniciativas do setor privado. 
Além da falta de um plano muito mais abrangente de pesquisa e validações tecnológicas, causa que levou ao fracasso a domesticação do P. japonicus depois de resultados iniciais promissores, esteve vinculado ao período de sua adaptação (1978/1983), que coincidiu com uma das estiagens mais prolongadas do Nordeste criando condições excepcionalmente favoráveis para o seu bom desempenho. A partir de 1984, com o encerramento do prolongado período seco e a ocorrência de chuvas intensas e das apreciáveis variações de salinidade nas águas estuarinas, ficaram evidenciadas as intransponíveis dificuldades para assegurar a maturação, a reprodução e a própria sobrevivência do camarão P. japonicus no nosso ambiente tropical. Em 1985/1986, já estava descartada a viabilidade de se desenvolver uma carcinicultura regional com a referida espécie.
Apesar do insucesso, esta primeira fase deixou alguns pontos de apoio que serviram de estímulo para continuar os esforços de viabilização da carcinicultura comercial no Brasil. Contando com fazendas e laboratórios de camarão instalados e com experiência acumulada em procedimentos e práticas de produção, os técnicos e produtores envolvidos no setor partiram para a domesticação das espécies nativas (L. subtilis, L. paulensis e L. schimitti), período este que passa a constituir a segunda fase da evolução da carcinicultura nacional. Neste caso, alguns cultivos passaram a adotar uma maior densidade de povoamento (de 4 a 6 camarões por m² de espelho d’água), taxas de renovação de água de 3% a 7% e alimento concentrado. Ficou caracterizado nesta fase o primeiro intento de estabelecer um sistema semi-extensivo para produzir o camarão confinado no Nordeste.
Durante dez anos de trabalhos de domesticação das nossas espécies, nos quais se demonstrou a viabilidade de importantes aspectos como maturação, reprodução e larvicultura e se trabalhou intensivamente em manejo de água e de solo de fundo dos viveiros, o desempenho produtivo dessas espécies não ultrapassou as médias de 400 a 600 kg/ha/ano. Estes níveis de produtividade traduzidos em termos financeiros mostraram-se apenas suficientes para cobrir os custos diretos de produção das fazendas com melhor manejo. Em um bom número de casos, nem sequer se chegou a este nível de cobertura financeira. Tal situação comprometeu a rentabilidade do agronegócio levando à desativação de algumas grandes unidades produtivas da região.
As observações resultantes dos trabalhos de validação tecnológica, desta segunda fase, indicam que a principal restrição que limitou a produtividade das espécies nativas esteve relacionada com os seus requerimentos protéicos e a não existência de alimentos concentrados que atendessem às suas exigências. Nesta fase, ficou demonstrado o bom potencial das três espécies brasileiras e a necessidade de um programa de pesquisa básica e aplicada para  melhor caracterizá-las e preservá-las bem como para investigar a fundo sua biologia e reprodução, e seus requerimentos nutricionais.
A decisão de descontinuar a domesticação das espécies silvestres nacionais como opção para viabilizar a carcinicultura no Brasil, levou o grupo pioneiro de técnicos e produtores a buscar solução com a espécie exótica denominada camarão-de-patas-brancas, ainda na década de 1980. As importações pós-larvas e reprodutores, e os trabalhos de validação se acentuaram nos primeiros anos da década de 1990. Esta nova situação caracterizou a terceira etapa da carcinicultura brasileira. O critério básico para a adoção da nova espécie, foi o fato de ser a mesma já cultivada com êxito no Equador e Panamá e haver demonstrado capacidade de adaptação aos ecossistemas de diferentes partes do hemisfério ocidental.
A partir do momento em que laboratórios brasileiros dominaram a reprodução e larvicultura do camarão-de-patas-brancas e iniciaram a distribuição comercial de pós-larvas, o que vem a ocorrer na primeira metade dos anos 1990, as fazendas em operação ou semiparalizadas adotaram o cultivo do novo camarão obtendo índices de produtividade e rentabilidade superiores aos das espécies nativas. As validações tecnológicas foram intensificadas no processo de adaptação do camarão-de-patas-brancas, sendo válido afirmar que a partir de 1995/1996 ficou demostrada a viabilidade comercial de sua produção no país.
O camarão-de-patas-brancas é, portanto, a única espécie que atualmente se cultiva no Brasil. Nos últimos cinco anos, os resultados dos trabalhos realizados no processo de sua domesticação convergiram e continuam convergindo cada vez mais para a estruturação de um sistema semi-intensivo de produção que é próprio para as condições dos estuários brasileiros. Este sistema caracterizado pelo uso de alimentos concentrados, aeradores mecânicos e densidade de povoamento variando entre 20 a 50 pós-larvas

## Impactos sócio-ambientais da carcinicultura
A carcinicultura, que tem sido uma das práticas econômicas em franca expansão nas últimas décadas no mundo, especificamente nas regiões de manguezais, também têm sido fortemente criticada. Estudos recentes evidenciam que a pressão sobre o ecossistema do mangue, em atendimento às exigências de instalação de piscinas de carcinicultura, têm comprometido o equilíbrio ecológico dos mesmos. 
A introdução de espécies exóticas, entendidas essas como não nativas das regiões em que se encontram, representam risco significativo ao equilíbrio ecológico preexistente. O controle de tais espécies se faz vital, uma vez que, liberados no ambiente, podem entrar em disputa com espécies nativas, alterando-se a configuração ecossistêmica precedente. O problema é que tal controle é praticamente inexistente, ou seja, não há um controle real de segurança para que não ocorra a introdução dessas espécies no meio ambiente.
A carcinicultura demanda instalação de piscinas artificiais, com a consequente supressão da vegetação nativa dos manguezais. O impacto imediato é sentido em curto, médio e longo prazos, pois por tratar-se de intervenção agressiva (extirpação da vegetação até a raiz, o que impede a regeneração da mesma), afeta-se o equilíbrio biótico das demais espécies habitantes, tais como alevinos de peixes e crustáceos, bem como retira-se uma barreira natural às altas marés, podendo ocasionar impactos nas populações humanas próximas. Além disto, os efluentes dos viveiros provoca a contaminação das águas por fungicidas. Outro problema é a salinização dos lençois freáticos, impossibilitando o consumo por parte das populações ribeirinhas. Além da salinização dos lençois freáticos ocorre também a salinização do solo nos arredores das fazendas, impossibilitando a agricultura nesses locais.
Outro aspecto, de caráter social, refere-se ao impacto de tais práticas econômicas junto às populações que tradicionalmente sobrevivem dos recursos do mangue. Uma vez que a seletividade por regiões mais ricas em recursos naturais é visada para o bom sustento do empreendimento, entra-se em conflito com os extrativistas preexistentes, que por encontrarem no mangue seu sustento, dominam conhecimentos práticos acerca do mesmo, entendendo sua dinâmica e características. Tais situações têm ocasionado protestos e até mesmo mortes (para maiores referências pesquisar Declaração de Choluteca; ações Greenpeace carcinicultura; Martinez Alier)Os conflitos sociais entre carcinicultores e comunidades tradicionais são comuns. Os primeiros buscam o lucro e o crescimento a qualquer custo, as comunidades por sua vez querem apenas preservar os manguezais para assim obter sempre o seu sustento, mantendo uma relação harmoniosa com o manguezal.